# Chrysopida
Chrysopida là một chi bọ cánh cứng trong họ Chrysomelidae.
Chi này được Baly miêu tả khoa học năm 1861.

## Các loài
Các loài trong chi này gồm:
- Chrysopida multisulcata Medvedev, 1995
- Chrysopida tristis Medvedev, 1995
- Chrysopida viridis Medvedev, 1995